# Protektor des Rheinbundes

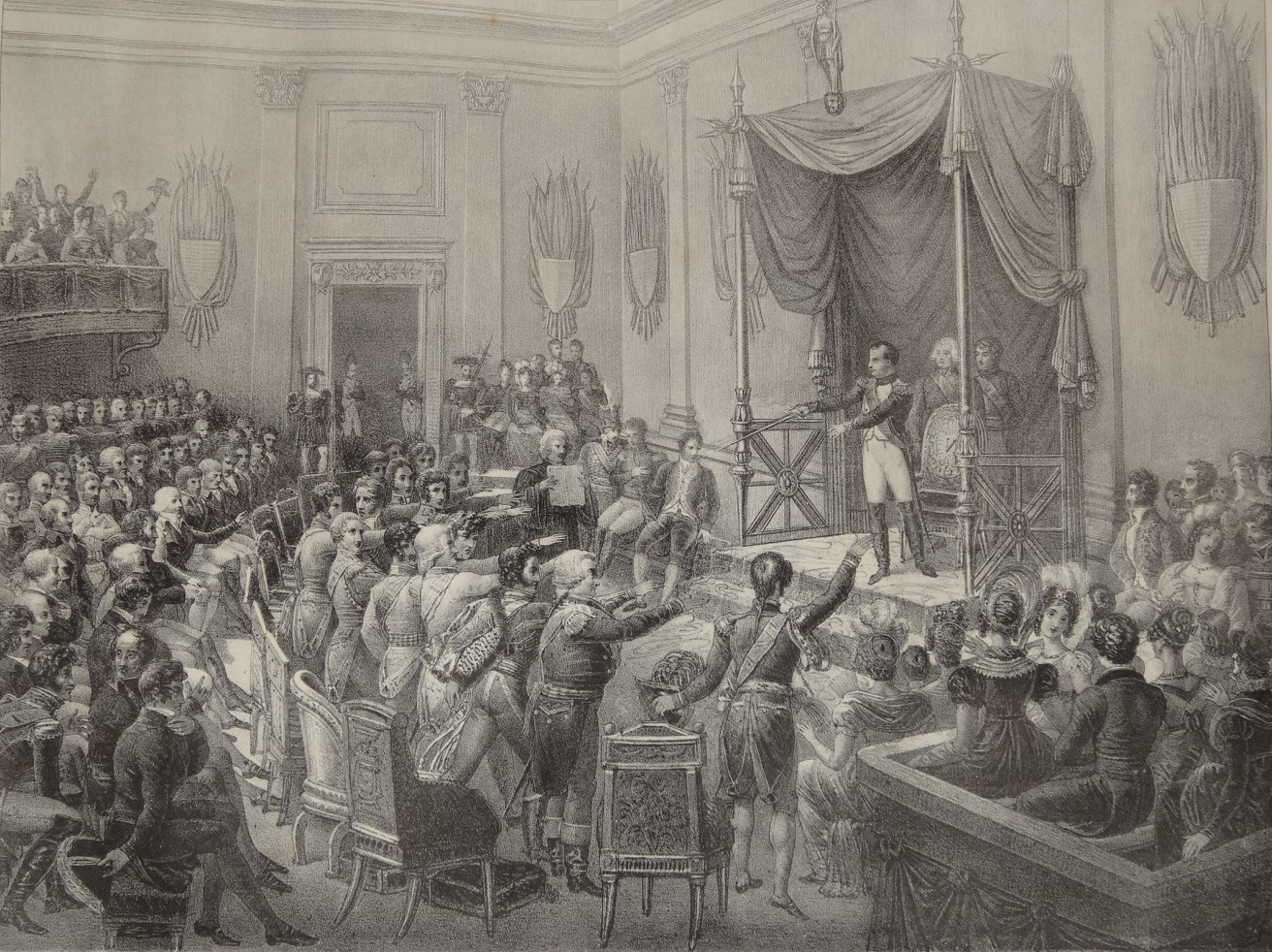
Der Bundesprotektor Napoleon lässt sich von den deutschen Fürsten huldigen, kurz nach Ratifikation der Rheinbundakte. Lithografie vermutlich aus den 1820er-Jahren, von Charles Motte. Die Darstellung ist nicht direkt zu verstehen; einige Fürsten hatten nur ihre Gesandten geschickt.

Bundesprotektor war ein Titel und eine Funktion in der Rheinbundakte von 1806. Die französische Originalbezeichnung lautet Protecteur de la Confédération, auf Deutsch Protector des rheinischen Bundes. Mit dem Titel wurde die eigentümliche Weise beschrieben, auf die der französische Kaiser Napoleon mit dem Rheinbund verbunden war.

Die Rheinbundakte war ein völkerrechtlicher Vertrag, der zwischen dem Kaiser sowie deutschen Fürsten geschlossen wurde. Im Vertragstext erscheint der Kaiser nur einmal auf ausdrückliche Weise:
Art. 12. Se. Maj. der Kaiser der Franzosen wird als Protector des rheinischen Bundes ausgerufen, und in dieser Eigenschaft ernennt derselbe nach dem jedesmaligen Abgange des Fürsten Primas dessen Nachfolger.
Der Fürstprimas hatte den Vorsitz des Bundestags inne, der nicht realisierten Versammlung der Mitgliedsstaaten. Ansonsten schweigt die Rheinbundakte über die Funktion des Bundesprotektors. So wird zum Beispiel nicht gesagt, dass der Bundesprotektor den Mitgliedsstaaten ihren Gebietsstand garantiert, obwohl die Rheinbundakte zahlreiche Gebietsveränderungen regelt.
Für Napoleon war der Rheinbund ein politisches Instrument, sich im Kriegsfall der militärischen Unterstützung der Rheinbundstaaten zu versichern. Die Macht war einseitig verteilt; als Hegemon bestimmte allein Frankreich, wann mobilgemacht werden musste (Art. 36). Frankreich und die Rheinbundstaaten durften außenpolitische Verträge abschließen, auch mit Staaten außerhalb des Rheinbundes. Normalerweise konsultierte der Bundesprotektor seine Verbündeten bei den großen Friedensschlüssen der Zeit nicht.
Die Rheinbundakte besagte, dass die Rheinbundstaaten von fremden Mächten unabhängig sein mussten. Sie durften ihre Souveränität ganz oder teilweise nur an konföderierte Staaten des Rheinbundes abtreten (Art. 7, Art. 8). Im Zusammenhang mit der Durchsetzung der Kontinentalsperre mussten in den Jahren 1810/1811 die Rheinbundstaaten Salm, Arenberg-Meppen und Oldenburg ihre Souveränität und die Rheinbundstaaten Westphalen und Berg Gebiete an Frankreich abtreten. Da Frankreich zwar alliierter, jedoch kein konföderierter Staat des Rheinbundes war, verstießen sie und Frankreich damit gegen Art. 8.

## Belege
1. ↑  Michael Kotulla: Deutsches Verfassungsrecht 1806–1918. Eine Dokumentensammlung nebst Einführungen. 1. Band: Gesamtdeutschland, Anhaltische Staaten und Baden, Springer, Berlin u. a. 2006, S. 21.
2. ↑  Michael Kotulla: Deutsches Verfassungsrecht 1806–1918. Eine Dokumentensammlung nebst Einführungen. 1. Band: Gesamtdeutschland, Anhaltische Staaten und Baden, Springer, Berlin u. a. 2006, S. 24.